# Sonia Corrêa
Sonia Corrêa (nacida el 18 de noviembre de 1948) es una activista e investigadora feminista brasileña, enfocada principalmente en temas de igualdad de género, salud y sexualidad. Desde 2002, ha sido copresidenta de Sexuality Policy Watch (SPW),  un foro mundial que analiza las tendencias globales en políticas y proyectos relacionados con la sexualidad.

## Carrera
De 1992 a 2009, Corrêa fue coordinadora de investigación sobre salud y derechos sexuales y reproductivos en Alternativas de Desarrollo con Mujeres para una Nueva Era (DAWN, por sus siglas en inglés), una red feminista del Sur. Como miembro de la sociedad civil, participó en las negociaciones de las Naciones Unidas sobre cuestiones relacionadas con el género y la sexualidad en la Conferencia Internacional sobre Población y Desarrollo (ICPD) de 1994, la Conferencia Mundial sobre la Mujer de 1995, que adoptó los Principios de Yogyakarta como uno de los 29 signatarios y sus respectivas revisiones.
Junto a Richard Parker, Corrêa copreside Sexuality Policy Watch, un foro global de investigadores y activistas que trabajan en temas y políticas de derechos sexuales en todo el mundo. El foro se lanzó en 2002 como el Grupo de trabajo internacional sobre sexualidad y política social (IWGSSP), pero cambió su nombre en 2006. Desde sus inicios, SPW ha llevado a cabo investigaciones sobre tendencias en la sexualidad, defendido la prevención de la violencia contra las mujeres, creado alianzas con grupos de derechos sexuales y publicado análisis clave de políticas.

## Publicaciones Seleccionadas
Ha publicado extensamente en portugués e inglés. Sus publicaciones incluyen:
- Population and Reproductive Rights: Feminist Perspectives from the South (Zed Books, 1994) ISBN 9781856492836, OCLC 247012868
- Sexuality, Health and Human Rights, co-authored with Richard Parker and Rosalind Petchesky (Routledge, 2008) ISBN 9780415351171, OCLC 449934565
- Development with a Body, co-authored  with Andrea Cornwall and Susan Jolly (Zed Books, 2008) ISBN 9781848136465, OCLC 990190773
- Emerging powers, sexuality and human rights: Fumbling around the elephant, co-authored  with akshay khanna (2015)